# Cophinopoda barbonica
Cophinopoda barbonica là một loài ruồi trong họ Asilidae. Cophinopoda barbonica được Tsacas & Artigas miêu tả năm 1994. Loài này phân bố ở vùng nhiệt đới châu Phi.